# Hargeville
Hargeville – miejscowość i gmina we Francji, w regionie Île-de-France, w departamencie Yvelines.
Według danych na rok 1990 gminę zamieszkiwało 275 osób, a gęstość zaludnienia wynosiła 39 osób/km² (wśród 1287 gmin regionu Île-de-France Hargeville plasuje się na 942. miejscu pod względem liczby ludności, natomiast pod względem powierzchni na miejscu 548.).